# 山梨県立北病院
山梨県立北病院（やまなしけんりつきたびょういん、英語: Yamanashi Prefectural Kita Hospital）は、山梨県韮崎市にある医療機関である。地方独立行政法人山梨県立病院機構が運営する。
同じ県立病院である中央病院が一般の病院なのに対し、この北病院は「精神保健及び精神障害者福祉に関する法律第2章 第6条」に定められた都道府県運営の精神科病院である。精神治療に特化しているため規模としては中央病院には及ばないものの全室個室などプライバシーが守られており、リハビリテーションの施設も中央病院と比較し充実している。

## 沿革
- 1954年（昭和29年） - 県立精神病院として設立。
- 1958年（昭和33年） - 県立玉諸病院と改称。
- 1966年（昭和41年） - 現在地に移転、山梨県立北病院と改称。
- 2005年（平成17年） - 改修工事完了。
- 2010年（平成22年）4月1日 - 地方独立行政法人山梨県立病院機構に運営移管。

## 診療科
- 精神科

## 認定・指定
（下表の出典）
| 保険医療機関                           | 指定自立支援医療機関（精神通院医療） | 精神保健及び精神障害者福祉に関する法律に基づく指定病院又は応急入院指定病院 |
| 精神保健指定医の配置されている医療機関 | 生活保護法指定医療機関               | 臨床研修病院                                                               |

- 認知症疾患医療センター[2]
- このほか、各種法令による指定・認定病院であるとともに、各学会の認定施設でもある。

## アクセス
- JR東日本中央本線甲府駅南口貸切バス専用乗降場から送迎バスで40分[3]
- 韮崎市民バス社会福祉村線「県立北病院」停留所下車すぐ
- 山梨交通バス34・39系統「御勅使」停留所から徒歩10分